# Melanargia catalana
Melanargia catalana är en fjärilsart som beskrevs av De Sagarra 1926. Melanargia catalana ingår i släktet Melanargia och familjen praktfjärilar. Inga underarter finns listade i Catalogue of Life.